# Сент-Джордж (Барбадос)
Сент-Джордж (англ. Saint George) — приход в центре Барбадоса. Это один из двух приходов, не имеющих выхода к морю, второй — Сент-Томас на севере. Главной достопримечательностью прихода является Сигнальная станция Ган-Хилл — одна из немногих сохранившихся сигнальных станций, датируемая 1818 годом.
Сент-Джордж граничит с шестью из одиннадцати других приходов, больше, чем любой другой приход.